# Grand Prix de Ouest-France 2000
Il Grand Prix de Ouest-France 2000, sessantaquattresima edizione della corsa, si svolse il 30 luglio 2000 su un percorso totale di 209 km. Fu vinta dall'italiano Michele Bartoli che terminò la gara in 4h59'25" alla media di 41,881 km/h.
Partenza con 155 ciclisti di cui 80 portarono a termine il percorso.

## Ordine d'arrivo (Top 10)
| Pos. | Corridore          | Squadra      | Tempo    |
| ---- | ------------------ | ------------ | -------- |
| 1    | Michele Bartoli    | Mapei        | 4h59'25" |
| 2    | Nico Mattan        | Cofidis      | a 10"    |
| 3    | Walter Bénéteau    | Bonjour      | a 11"    |
| 4    | Tristan Hoffman    | Memory Card  | s.t.     |
| 5    | Mario Aerts        | Lotto-Adecco | a 14"    |
| 6    | Jean-Cyril Robin   | Bonjour      | a 59"    |
| 7    | Maarten den Bakker | Rabobank     | s.t.     |
| 8    | Bo Hamburger       | Memory Card  | s.t.     |
| 9    | Thierry Marichal   | Lotto-Adecco | a 1'03"  |
| 10   | Serge Baguet       | Lotto-Adecco | s.t.     |